# You Will Never Know
You Will Never Know – singel francuskiej piosenkarki Imany wydany 9 maja 2011 przez Think Zik !. Singel dotarł do drugiego miejsca włoskiej listy przebojów.

## Lista utworów
- Digital download (9 maja 2011)[1]

1. „You Will Never Know (Radio Edit Version)” – 3:31

## Teledysk i wydanie
Teledysk do utworu został wydany 15 kwietnia 2011, a 9 maja Think Zik ! wydało singel.

## Pozycje na listach i certyfikaty
| Państwo | Lista (2011–2012, 2013, 2016, 2017) | Najwyższa pozycja |
| ------- | ----------------------------------- | ----------------- |
| Włochy  | Top 100 Singles                     | 2                 |
| Francja | Top 100 Singles                     | 26                |

| Państwo | Certyfikat   |
| ------- | ------------ |
| Włochy  | Wiele platyn |